# Julio Manzur
Julio César Manzur Caffarena, paragvajski nogometaš, * 22. junij 1981, Asunción, Paragvaj.
Sodeloval je na nogometnemu delu poletnih olimpijskih iger leta 2004.